# Dolina Sucha Ważecka

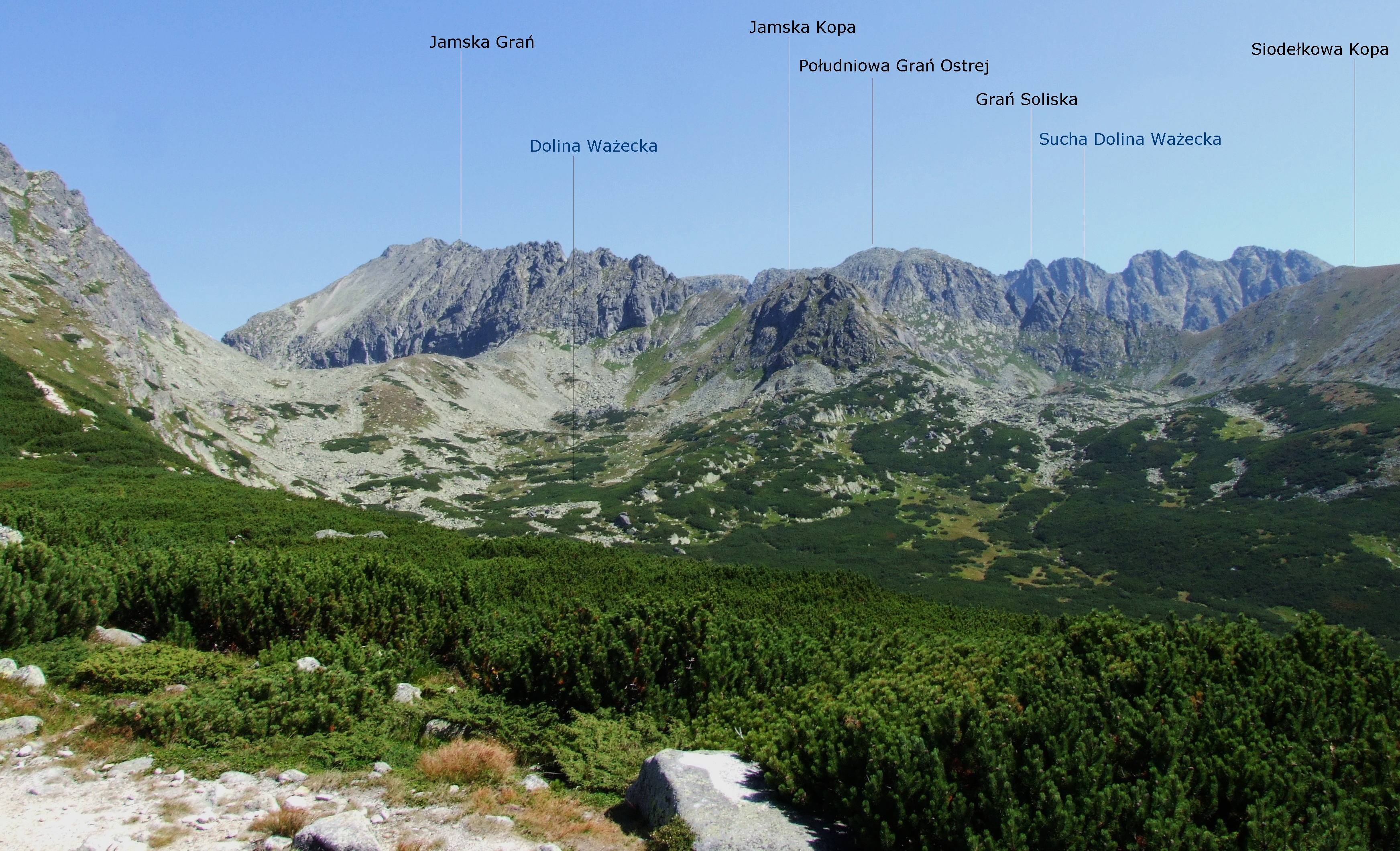
Widok z Pawłowego Grzbietu

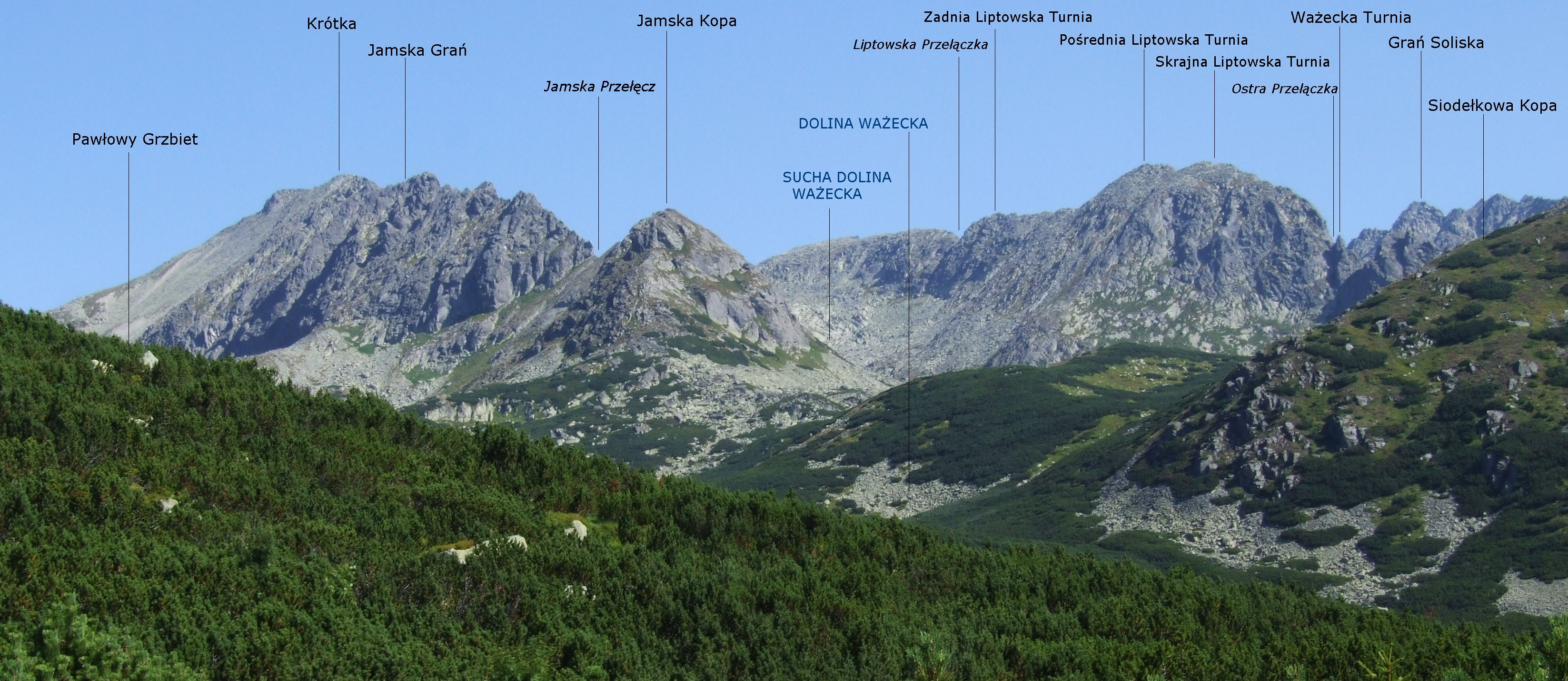
Sucha Dolina Ważecka i otaczające ją szczyty

Dolina Sucha Ważecka (słow. Suchá dolina, dolina Suchej vody, Suchá dolina važecká, Suchovodská dolina, niem. Suchawodatal, Suchatal, węg. Száraz-völgy, Száraz-víz-völgy, Szuhavoda-völgy) – niewielka słowacka dolina (ok. 2,0 km długości), położona na terenie Tatr Wysokich, boczne odgałęzienie Doliny Ważeckiej (Važecká dolina). Dolina Sucha Ważecka wznosi się w kierunku północno-wschodnim, jej wylot usytuowany jest w środkowej części zwanej Zadnim Handlem (Zadný Handel).
Dolina Sucha Ważecka graniczy:
- od południa z dolną częścią Doliny Ważeckiej, tzw. Przednim Handlem (Predný Handel), rozdziela je ramię Siodełkowej Kopy (Sedielková kopa, 2061 m),
- od wschodu z Doliną Furkotną (Furkotská dolina), rozdziela je południowa grań Ostrej,
- od północy z doliną Niewcyrką (Nefcerská dolina), rozdziela je główna grań odnogi Krywania od Ostrej do Krótkiej (Krátka, 2365 m),
- od zachodu ze środkową i górną częścią Doliny Ważeckiej, rozdziela je Jamska Grań (Jamský hrebeň) odchodząca od Krótkiej.

W dolnej części doliny znajdują się dwa niewielkie stawy: Zatracony Stawek (Stratené pliesko) i Skryty Stawek (Skryté pliesko). Nazwa doliny pochodzi od tego, że jest sucha, jej dnem nie spływa żaden strumyk i oprócz tych dwu niewielkich stawków nie ma w niej wody. Dolina jest niedostępna dla turystów. Dawniej nazywano ją Handlową Doliną.
Pierwsi turyści, którzy byli w Dolinie Suchej Ważeckiej, to Karol Englisch i przewodnik Paul Spitzkopf senior (18 lipca 1903 r.). Zimą jako pierwszy do doliny dotarł Peter Havas w styczniu 1906 r.